# Johannes Antonius Meijs

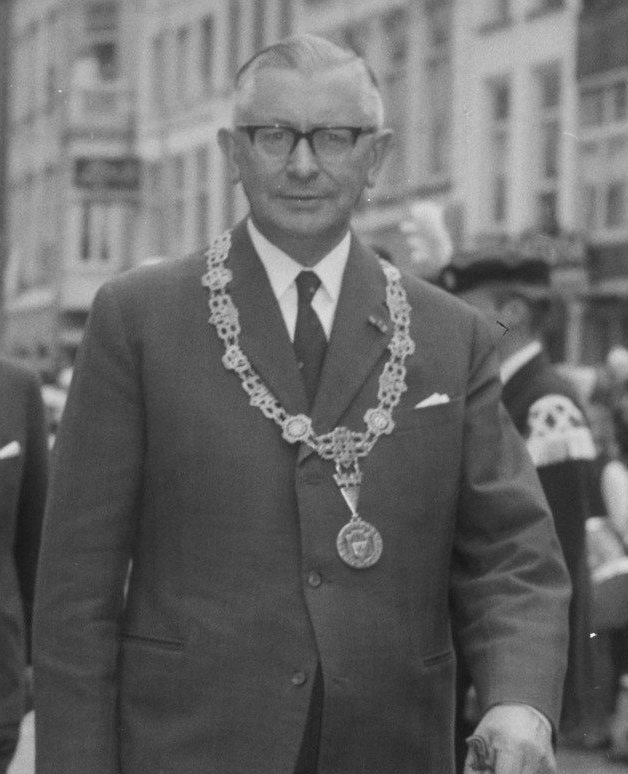
J.A. Meijs (1966)

Johannes Antonius Meijs (Megen, Haren en Macharen, 9 juli 1896 – Breda, 31 augustus 1988) was een Nederlands politicus van de KVP.
Hij werd geboren als zoon van Jan Hendrik Meijs (1858-1932; landbouwer) en Wilhelmina Martina Roefs (1861-1945). Hij was bankbeambte maar ook betrokken bij de lokale politiek. Zo was hij meer dan dertig jaar gemeenteraadslid. Begin jaren 50 was hij namens de KVP wethouder in Breda maar later kwam hij daar in de gemeenteraad voor de Lijst Meijs. In 1966 stapte de Bredase burgemeester Geuljans op na dagbladpublicaties over zijn grondtransacties. In september van dat jaar werd Meijs benoemd tot waarnemend burgemeester van Breda. Bijna een half jaar later werd hij opgevolgd door Willem Merkx. 
Meijs was officier in de Orde van Oranje-Nassau, drager van de pauselijke onderscheiding Pro Ecclesia et Pontifice en ereburger van de gemeente Breda. 
Meijs overleed in 1988 op 92-jarige leeftijd. 